# Quitosana
Quitosana, também chamado de quitosano, é um polissacarídeo catiônico produzido através da desacetilação da quitina, um polissacarídeo encontrado no exoesqueleto de crustáceos, através de um processo de alcalinização sob altas temperaturas.
A quitosana tem sido usada em cicatrização de ferimentos, remoção de proteínas alergênicas de alimentos, liberação controlada de drogas (nanopartículas), e como suplemento alimentar com efeito hipocolesterolêmico.
Sua ação anti-obesidade é ainda discutida na literatura podendo agir de duas formas:
1. Complexação com lipídeos no trato intestinal, sendo eliminado através das fezes.
2. Retardamento da ação de lipases digestivas.